# العلاقات السويدية اليونانية
العلاقات السويدية اليونانية هي العلاقات الثنائية التي تجمع بين السويد واليونان.

## مقارنة بين البلدين
هذه مقارنة عامة ومرجعية للدولتين:
| وجه المقارنة                                              | السويد                                                                               | اليونان                                                                             |
| --------------------------------------------------------- | ------------------------------------------------------------------------------------ | ----------------------------------------------------------------------------------- |
| المساحة (كم2)                                             | 450.30 ألف                                                                           | 131.96 ألف                                                                          |
| عدد السكان (نسمة)                                         | 10.16 مليون                                                                          | 10.76 مليون                                                                         |
| الكثافة السكانية (ن./كم²)                                 | 22.56                                                                                | 81.54                                                                               |
| العاصمة                                                   | ستوكهولم                                                                             | أثينا، نافبليو                                                                      |
| اللغة الرسمية                                             | اللغة السويدية، لغات السامي، اللغة الفنلندية، منكيلي، اللغة الرومنية، اللغة اليديشية | لغة يونانية، اليونانية الديموطيقية ‏                                                 |
| العملة                                                    | كرونة سويدية                                                                         | يورو، دراخما، فينيكس يوناني ‏                                                        |
| الناتج المحلي الإجمالي (بليون دولار)                      | 538.04 مليار                                                                         | 200.29 مليار                                                                        |
| الناتج المحلي الإجمالي (تعادل القوة الشرائية) بليون دولار | 469.01 مليار                                                                         | 285.45 مليار                                                                        |
| الناتج المحلي الإجمالي الاسمي للفرد دولار أمريكي          | 50.58 ألف                                                                            | 18.00 ألف                                                                           |
| الناتج المحلي الإجمالي للفرد دولار أمريكي                 | 45.30 ألف                                                                            | 26.85 ألف                                                                           |
| مؤشر التنمية البشرية                                      | 0.907                                                                                | 0.865                                                                               |
| رمز المكالمات الدولي                                      | +46                                                                                  | +30                                                                                 |
| رمز الإنترنت                                              | .se                                                                                  | .gr                                                                                 |
| المنطقة الزمنية                                           | توقيت وسط أوروبا، ت ع م+01:00، ت ع م+02:00، أوروبا/ستوكهولم ‏                         | توقيت شرق أوروبا، ت ع م+02:00، ت ع م+03:00، توقيت شرق أوروبا الصيفي ‏، أوروبا/أثينا ‏ |

## مدن متوأمة
في ما يلي قائمة باتفاقيات التوأمة بين مدن سويدية ويونانية:
- ترتبط بلدية سولنا مع كالاماريا باتفاقية توأمة منذ 1980.[15][15][15][15]
- ترتبط فيسبي مع رودس باتفاقية توأمة.
- ترتبط Oxelösund [الإنجليزية]‏ مع بروزة باتفاقية توأمة.

## منظمات دولية مشتركة
يشترك البلدان في عضوية مجموعة من المنظمات الدولية، منها:
| علم المنظمة | اسم المنظمة                               | تاريخ انضمام السويد | تاريخ انضمام اليونان |
| ----------- | ----------------------------------------- | ------------------- | -------------------- |
|             | وكالة الفضاء الأوروبية                    | ?                   | 9 مارس 2005          |
|             | الاتحاد الأوروبي                          | 1995                | 1981                 |
|             | وكالة ضمان الاستثمار متعدد الأطراف        | 12 أبريل 1988       | 30 أغسطس 1993        |
|             | منظمة التعاون الاقتصادي والتنمية          | ?                   | 30 سبتمبر 1961       |
|             | الأمم المتحدة                             | 19 نوفمبر 1946      | 25 أكتوبر 1945       |
|             | الوكالة الدولية للطاقة                    | ?                   | ?                    |
|             | الفريق المعني برصد الأرض                  | ?                   | ?                    |
|             | منظمة حظر الأسلحة الكيميائية              | ?                   | ?                    |
|             | منظمة التجارة العالمية                    | 1995                | 1995                 |
|             | منظمة الشرطة الجنائية الدولية             | ?                   | ?                    |
|             | منظمة الأمن والتعاون في أوروبا            | 25 يونيو 1973       | 25 يونيو 1973        |
|             | مؤسسة التنمية الدولية                     | 24 سبتمبر 1960      | 9 يناير 1962         |
|             | نظام تحكم تكنولوجيا القذائف               | 1991                | 1992                 |
|             | يونسكو                                    | 23 يناير 1950       | 4 نوفمبر 1946        |
|             | مجلس أوروبا                               | ?                   | 9 أغسطس 1949         |
|             | اتحاد المدفوعات الأوروبي ‏                 | ?                   | ?                    |
|             | الاتحاد البريدي العالمي                   | ?                   | ?                    |
|             | البنك الدولي للإنشاء والتعمير             | 31 أغسطس 1951       | 27 ديسمبر 1945       |
|             | اتفاقية السماوات المفتوحة                 | ?                   | ?                    |
|             | المنظمة الهيدروغرافية الدولية             | ?                   | ?                    |
|             | الاتحاد الدولي للاتصالات                  | 1866                | 1866                 |
|             | مؤسسة التمويل الدولية                     | 20 يوليو 1956       | 26 سبتمبر 1957       |
|             | المنظمة الأوروبية لسلامة الملاحة الجوية   | 1995                | 1988                 |
|             | المركز الدولي لتسوية المنازعات الاستشارية | 28 يناير 1967       | 21 مايو 1969         |
|             | مجموعة أستراليا                           | 1991                | 1985                 |
|             | مجموعة الموردين النوويين                  | ?                   | ?                    |

## وصلات خارجية
- موقع وزارة الخارجية السويدية
- موقع وزارة الخارجية اليونانية